# Waynesville (Missouri)
Pour les articles homonymes, voir Waynesville.
La ville de Waynesville est le siège du comté de Pulaski, situé dans l'État du Missouri, aux États-Unis. En 2010, sa population s’élevait à 4 830 habitants.